# Hippolyte Fizeau

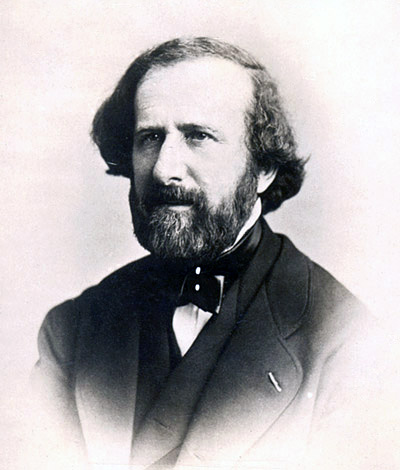
Hippolyte Fizeau

Armand Hippolyte Louis Fizeau (* 23. September 1819 in Paris; † 18. September 1896 in Venteuil bei Épernay) war ein französischer Physiker.
Fizeau beschäftigte sich als Privatgelehrter mit Physik und Astronomie. 1860 wurde er in die Académie des sciences aufgenommen, 1878 wählte man ihn zum Präsidenten des Bureau des Longitudes.
Unter dem Einfluss von François Arago wandte sich Fizeau zunächst astronomischen Problemen zu. Zusammen mit Léon Foucault stellte Fizeau 1845 das erste Sonnenbild her, womit er die astronomische Fotografie begründete. Außerdem untersuchten beide die Infrarotstrahlung der Sonne und die Interferenzerscheinungen des Lichts. Zeugnis dieser Arbeiten sind die Fizeauschen Streifen (Interferenzerscheinungen an keilförmigen Blättchen). Unabhängig von Christian Doppler (1842) sagte Fizeau 1848 die Doppler-Verschiebung der Frequenz des Lichts und damit von Spektrallinien voraus.
1849 nahm Fizeau Messungen der Lichtgeschwindigkeit in verschiedenen Medien vor. Seine erste Untersuchung galt der Lichtgeschwindigkeit in Luft, wofür er eine von Galileo Galilei erdachte Methode verfeinerte. Mit einem rotierenden Zahnrad und mit Hilfe zweier Fernrohre konnte er aus der Umdrehungsgeschwindigkeit des Rads und der vom Licht zurückgelegten Strecke die Geschwindigkeit berechnen (Zahnradmethode). Der ermittelte Wert, der um fünf Prozent zu hoch war, wurde später von Foucault korrigiert. Ebenfalls 1849 berechnete Fizeau mit der Methode der Spiegelrotation die Lichtgeschwindigkeit in unbewegtem Wasser, 1851 folgte die Messung in bewegtem Wasser („Fizeau-Experiment“). Anhand der Messergebnisse konnte Fizeau zeigen, dass die Lichtgeschwindigkeit in Wasser geringer ist als in Luft. Die Abhängigkeit der Lichtgeschwindigkeit von der Strömungsrichtung des Wassers ließ sich nicht mit dem Additionsgesetz der Geschwindigkeiten der klassischen Mechanik vereinbaren, weshalb die Fizeau'schen Messungen später von Albert Einstein als experimentum crucis (entscheidendes Experiment) für die spezielle Relativitätstheorie gewertet wurden.
Fizeau arbeitete auch auf dem Gebiet der Thermodynamik, wo er ein Interferenzdilatometer zur Messung der Wärmeausdehnung fester Körper konstruierte. 1850 maß er mit Eugène Gounelle (1821–1864) die Ausbreitungsgeschwindigkeit von Elektrizität in Leitern. 1853 beschrieb er die Installation eines Kondensators zur Effizienzsteigerung der Induktion. Danach studierte er die thermale Expansion von Festkörpern und wandte das Phänomen der Lichtinterferenz zur Messung der Ausdehnung von Kristallen an.
Er ist zusammen mit 71 weiteren Wissenschaftlern namentlich auf dem Eiffelturm verewigt und war zum Zeitpunkt der Einweihung einer von zweien, die noch lebten. Siehe: Die 72 Namen auf dem Eiffelturm.
1863 wurde er als korrespondierendes Mitglied in die Königlich Preußische Akademie der Wissenschaften aufgenommen. 1875 wurde er zum auswärtigen Mitglied der Royal Society und im Dezember 1890 zum assoziierten Mitglied der Académie royale des Sciences, des Lettres et des Beaux-Arts de Belgique gewählt. 1892 wurde er Ehrenmitglied (Honorary Fellow) der Royal Society of Edinburgh. 1866 erhielt er die Rumford-Medaille der Royal Society. 1970 wurde der Mondkrater Fizeau nach ihm benannt.